# 6351 Neumann
6351 Neumann este un asteroid din centura principală de asteroizi.

## Descriere
6351 Neumann este un asteroid din centura principală de asteroizi. A fost descoperit pe 26 martie 1971 la Observatorul Palomar de Cornelis Johannes van Houten, Ingrid van Houten-Groeneveld și Tom Gehrels. Asteroidul prezintă o orbită caracterizată de o semiaxă mare de 3,25 ua, o excentricitate de 0,01 și o înclinație de 8,1° în raport cu ecliptica.